# Adidas Yeezy

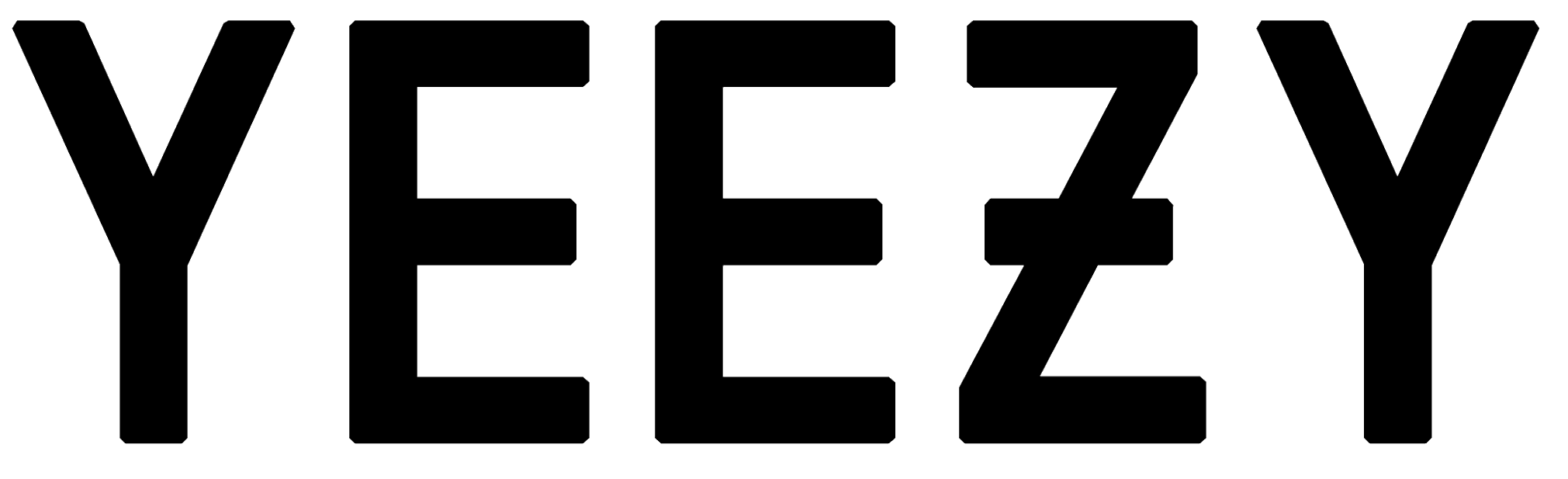
Logo di Adidas Yeezy

Adidas Yeezy Boost 350 nella colorazione "Pirate Black"

Adidas Yeezy è stata la linea di moda in collaborazione tra il rapper statunitense Kanye West e l'azienda di abbigliamento sportivo tedesca Adidas, iniziata nel febbraio 2015 e terminata nell'ottobre 2022, in seguito alle dichiarazioni antisemite dell'artista.
Oltre alle celebri sneakers, tra i suoi prodotti si contano magliette, felpe, giacche, pantaloni, biancheria intima, calze, ciabatte e pantofole. 

## Storia

Kanye West, soprannominato Yeezy

Kanye West aveva già realizzato una scarpa per Adidas nel 2006, ma la notizia fu resa di dominio pubblico solo 10 anni dopo. West quindi lavorò con Nike per cinque anni, nel corso dei quali furono lanciate tre linee di scarpe. L'accordo tra Nike e West prevedeva che quest'ultimo potesse lavorare anche con Louis Vuitton e Reebok, quest'ultima di proprietà Adidas. Nel 2013, la collaborazione tra Kanye West e Nike terminò. Secondo quanto trapelato sui media, la motivazione sarebbe stata di carattere economico, con Nike che non garantiva a West le royalties richieste. A febbraio 2015, un anno e tre mesi dopo la conferma della collaborazione tra Adidas e Kanye West, la collaborazione debuttò ufficialmente. "Yeezy Season 1" era molto attesa e celebrità come Rihanna, Diddy e Kim Kardashian erano alla prima mostra. Anche "Yeezy Season 2" e "Yeezy Season 3" registrarono notevoli successi nelle loro uscite.
Durante la pandemia COVID-19 del 2020, Yeezy ricevette un prestito del programma di protezione dello stipendio da 2 a 5 milioni di dollari per aiutarlo a mantenere i suoi 106 dipendenti.

## Abbigliamento
"Yeezy Season 1" fu lanciato il 29 ottobre 2015 e fu la prima collezione di abbigliamento a uscire. Questa collezione era nota per il suo stile prêt-à-porter essenziale, che richiamava abiti militari e color carne. I prezzi variavano da $600 per i pantaloni della tuta a $3.000 per le giacche. Sebbene le calzature si esaurissero rapidamente, la collezione di abbigliamento no. West rivelò in un'intervista del 2018 di essere in trattative con Louis Vuitton per un affare di abbigliamento da 30 milioni di dollari. L'accordo fu approvato dal consiglio di amministrazione di LVMH e West rimase senza partner di abbigliamento. Dopo lo spettacolo "Yeezy Season 1", Adidas annunciò che non avrebbe più fatto parte dell'abbigliamento Yeezy, concentrandosi invece sulla collezione di calzature con West.
Con la sesta stagione di Yeezy, Adidas e West reintrodussero diversi articoli di abbigliamento con il marchio Adidas. La sesta stagione fu presentata per la prima volta nel gennaio 2018, con una campagna pubblicitaria con protagonista la pornostar Lela Star (nota per la sua somiglianza con Kim Kardashian), così come Paris Hilton e altri modelli. I partecipanti furono truccati per assomigliare alla moglie. Infatti West avrebbe in seguito utilizzato nuovamente Star come modella per una campagna di scarpe del giugno 2018.

## Modelli di scarpe
Esistono diversi modelli di yeezy tra cui 350, 750 e 950 mentre i modelli più recenti sono le yeezy 380, 500 e 700 con diverse colorazioni disponibili.

### Yeezy Boost 750
L'8 febbraio 2015 fu reso noto che il primo modello di scarpe realizzato da Kanye West per Adidas si sarebbe chiamato Yeezy Boost 750. Il 10 febbraio furono rese pubbliche le prime immagini, mentre il 14 febbraio furono ufficialmente messe in vendita in una tiratura limitata, soltanto per coloro le avessero prenotate attraverso l'app di Adidas. Con una disponibilità limitata a 9000 esemplari, le Yeezy Boost 750 "Light Brown" furono vendute nella zona di New York e si esaurirono in 10 minuti. Tra il 21 e il 28 febbraio, furono rese disponibili in un maggior numero di negozi, al prezzo di 350$.
L'11 giugno 2016, con il lancio della "Yeezy Season 2", fu presentato il nuovo modello di Yeezy Boost 750, "Glow in the Dark", a cui seguì un ulteriore modello, "Chocolate". Il prezzo di queste scarpe rimase a 350$.

### Yeezy Boost 350

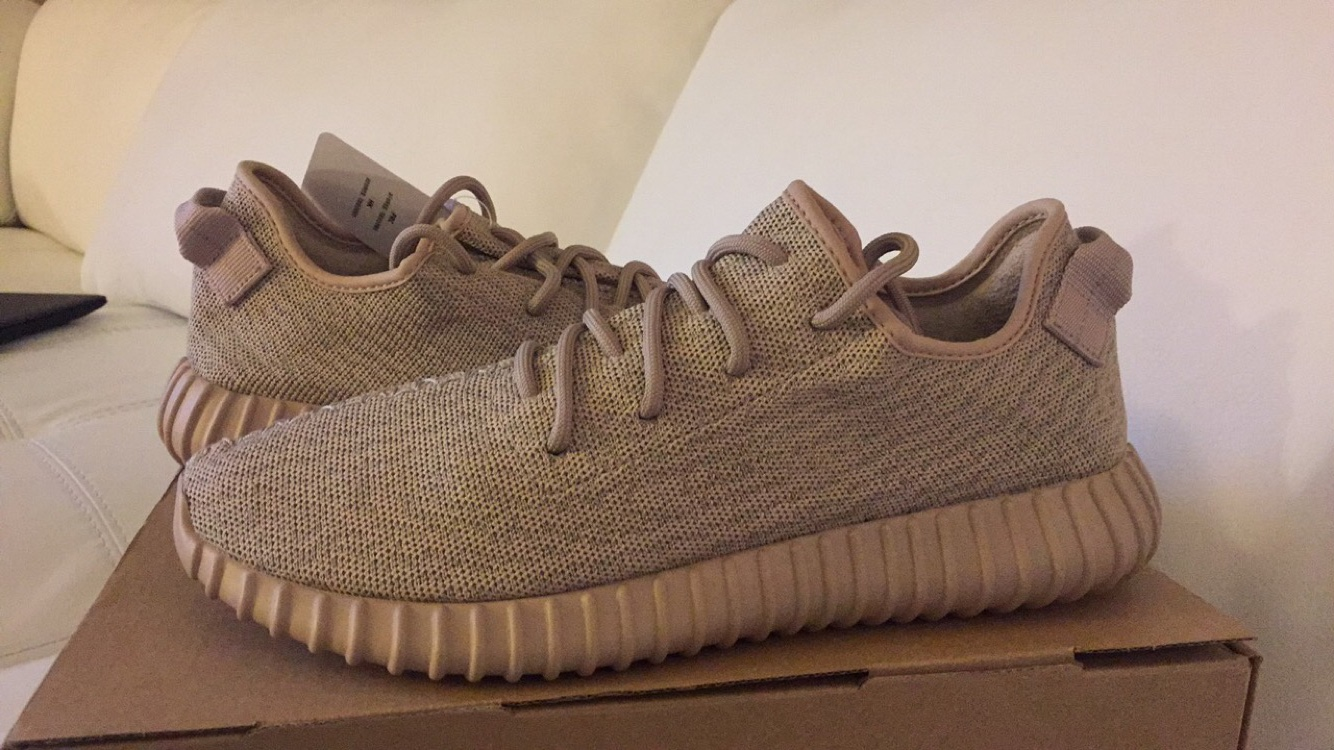
Adidas Yeezy Boost 350 "Oxford Tan".

Il 27 giugno 2015 fu lanciato in tutto il mondo il secondo modello di scarpe della linea "Yeezy Season 1", le Adidas Yeezy Boost 350. Di colore bianco e grigio, presero il nome di "Turtle Dove". Il 22 agosto successivo ne fu lanciata la prima variante, di colore nero, dal nome "Pirate Black". Un'ulteriore variante, color verde oliva e chiamata "Moonrock", fu riservata ai venditori della linea "Yeezy Season 1". La quarta e ultima variante della Season 1 fu chiamata "Oxford Tan", color marrone chiaro. Agli inizi del 2016, fu immessa sul mercato una rivisitazione del modello "Pirate Black": furono infatti inclusi dei supporti aggiuntivi e un'imbottitura sul tacco. Tutte le varianti di questa scarpa furono vendute al prezzo di 200$. Il 27 agosto 2016, le Yeezy Boost 350 furono rese disponibili anche in taglie da bambino, nelle varianti "Turtle Dove" e "Pirate Black".

### Yeezy 950 Boost
Le Yeezy 950 Boost furono commercializzate a partire dal 29 ottobre 2015, online e soltanto in alcuni negozi selezionati. Facenti parte della "Yeezy Season 1", furono rese disponibili in quattro colorazioni: "Peyote", "Moonrock", "Chocolate" e "Pirate Black". Il prezzo di ogni modello è di 585$, che l'ha portato a essere il più costoso della linea. Le Yeezy 950 Boost hanno esteso la collaborazione tra Kanye West e Adidas al di fuori delle sole sneakers, venendone realizzato anche un modello "a stivale" (duckboot) di color verde militare.

### Yeezy 350 Football Boost
Il 15 settembre 2016 furono rese disponibili le Adidas Yeezy 350 Football Boost "Turtle Dove". Fu il primo modello della collaborazione volto agli sportivi. Basata sull'aspetto delle classiche Yeezy Boost 350, con alcuni ritocchi affinché potesse prestarsi allo sport. Realizzate specificamente per il football americano, hanno fatto la loro prima apparizione in occasione dello NFL Kickoff Game 2016. DeAndre Hopkins, giocatore degli Houston Texans, ha ricevuto 6000$ di multa dalla NFL poiché non rispettava le policy relative all'abbigliamento degli atleti.

### Boost 350 V2

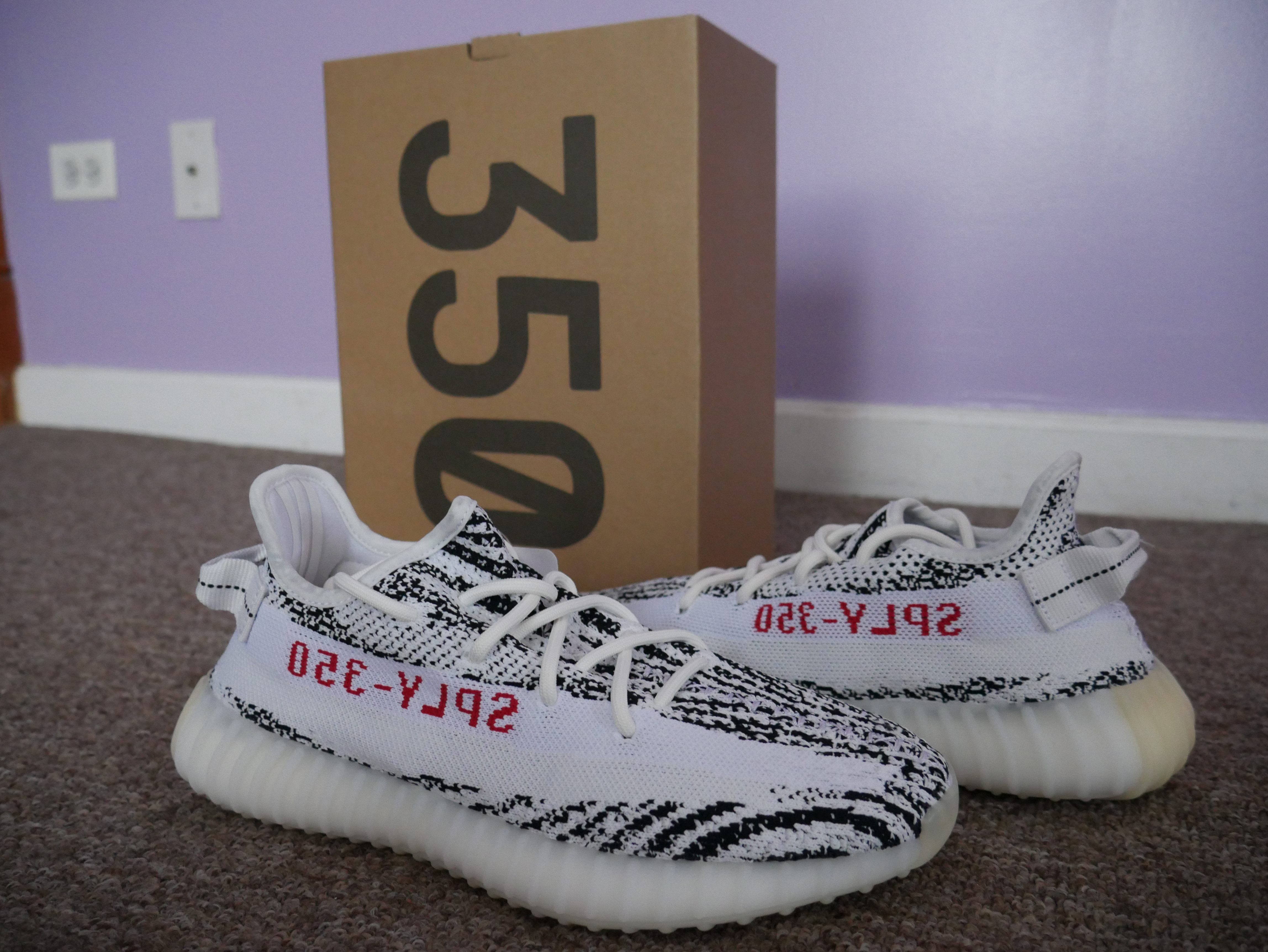
Adidas Yeezy Boost V2 "Zebra".

Le Yeezy Boost 350 V2 "Beluga" furono presentate come parte della "Yeezy Season 3" e furono rese disponibili il 24 settembre 2016. Considerate una sorta di rivisitazione delle classiche Yeezy Boost 350, presentano alcune differenze estetiche quali una colorazione diversa, la rimozione della linguetta sul tacco e una striscia attorno al lato esterno della scarpa recante la scritta speculare "SPLY-350". La suola fu resa trasparente. La variante "Beluga" è di colore prevalentemente grigio, con una striscia arancione sulla quale campeggia la già citata scritta "SPLY-350", con i caratteri di colore nero. Il 23 novembre successivo furono messe in commercio tre nuove colorazioni: "Copper", "Green" e "Red". Il 25 febbraio 2017 fu lanciata la variante "Zebra", esaurita e resa nuovamente disponibile dal 24 giugno. Quest'ultima, con le sue strisce nere su un'inedita sovrapposizione bianca ha fatto sì che fossero largamente ricercate dagli appassionati. Il 29 aprile 2017 fu messo in commercio il modello "Cream White". Successivamente, il 18 novembre 2017 fu lanciato il modello "Semi Frozen Yellow" che sarà il più limitato della serie e il 25 novembre 2017 il modello "Beluga 2.0", ad ora, il meno limitato. Il 16 dicembre 2017 vengono commercializzate le "Blue Tint", modello più limitato rispetto alle Beluga 2.0. Il primo modello del 2018 è la colorazione "Butter", lanciata il 30 giugno. Tutte le varianti della scarpa furono vendute al prezzo di 220$. Il 25 maggio furono lanciate in esclusiva instore le yeezy Boost 350 glow in the dark. Di queste ultime fu fatto anche uno shock drop il giovedì precedente verso le 6 di mattina su: www.adidas.it/yeezy e sul sito www.yeezysupply.com. Queste ultime non sono più state commercializzate online. Lo stock delle scarpe è abbastanza basso, con il tempo il valore si alzerà come le yeezy 700 static (anche esse erano state poste in vendita solo instore, il prezzo retail era di 300€, ora il valore nel mercato secondario è sui 600€). Prossimamente uscirà il modello nella colorazione nera (8 giugno). Il 7 giugno ci sarà il drop in esclusiva su yeezysupply per il modello black ma Reflective.

### Calabasas x Adidas Yeezy Powerphase
Il 28 marzo 2017 furono rese disponibili le Adidas Powerphase "Calabasas". furono descritte come un aggiornamento del modello di scarpe Adidas LA Trainer, originarie degli anni Ottanta. Realizzate in pelle e con le strisce traforate a richiamare il classico marchio, presentano anche la scritta Adidas in colore verde e il logo trefoil in rosso.

### Yeezy Runner
Il 15 febbraio 2017, nel corso della settimana della moda di New York, furono presentate le Adidas Yeezy Runner. Nella suola, questo modello presenta la tecnologia BOOST di Adidas, con un intersuola sconnesso. Le Yeezy Runner furono messe in vendita il 12 agosto 2017, via YeezySupply.